# Jean Cloutier
Jean Cloutier (1933-2017) fou un educomunicador i periodista quebequès, professor de la Universitat de Mont-real. Se’l coneix per promoure el concepte de l'EMIREC, un agent comunicatiu que neix de la fusió del rol de l'emissor i el receptor.

## Pensament

### Teoria EMIREC

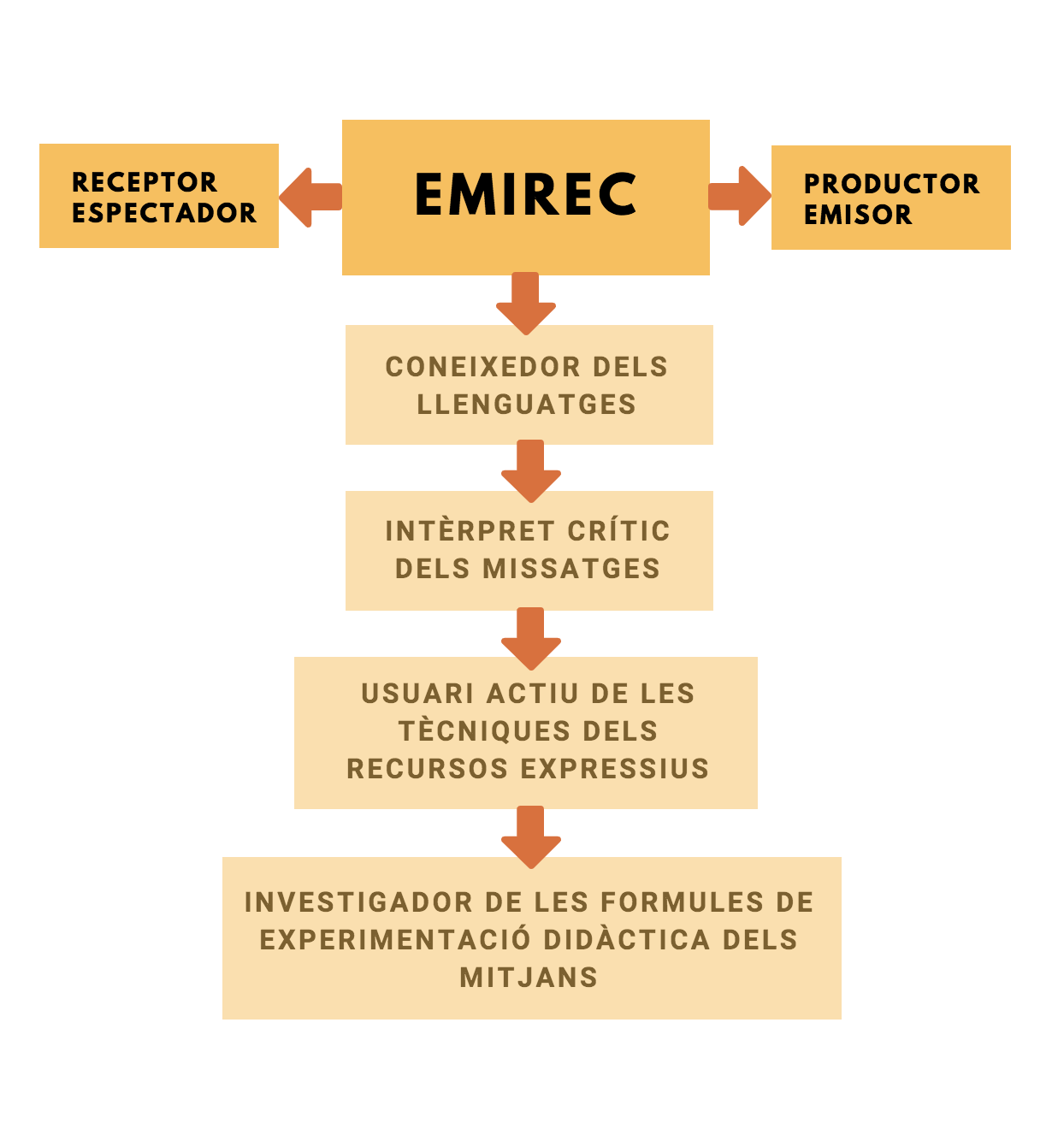
Esquema general EMIREC

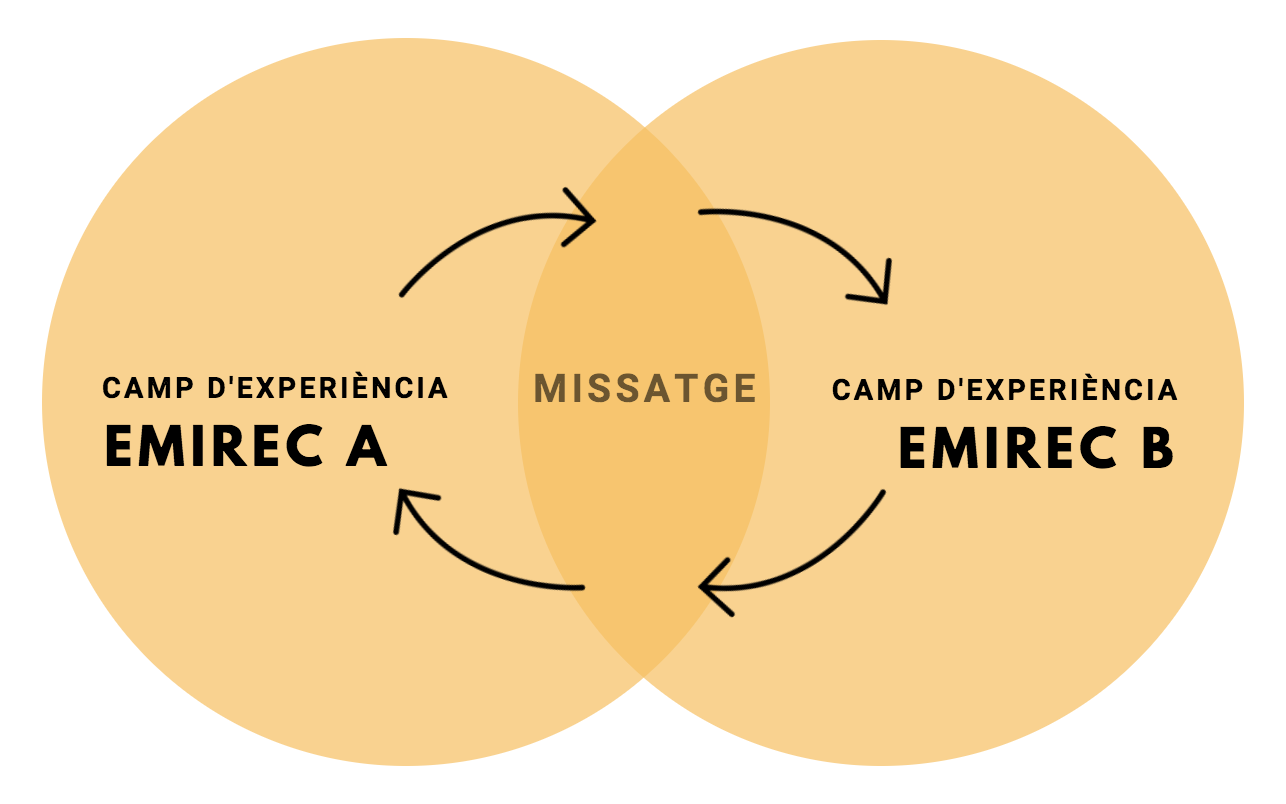
Esquema de la sintonització entre EMIRECS

L'any 1973 Jean Cloutier formula EMIREC, un model que per primer cop, en comptes d'examinar la comunicació en termes tecnològics o de sistema, se centra en la figura de l'homo comunicans de Jacques Mouseeau. És una teoria adaptada a l'era de la comunicació individual que aborda les relacions de transmissió d'informació sota l'angle de la cibernètica. Com afirmarà Cloutier: «els esquemes lineals que dissocien les funcions de l'emissor i el receptor ja no són suficients per explicar el procés complet de la comunicació». Per Cloutier, la comunicació ha sobrepassat l'estat de «fenomen de masses» per tornar-se individual, és a dir, l'anomenada selfmedia ha substiuït els antics mitjans de comunicació massius.
En el model d'estudi, les relacions que s'estableixen són dialògiques. Professors i alumnes intercanvien missatges utilitzant diferents llenguatges i ambdós són receptors i emissors de missatges. Els papers s'intercanvien de manera continua, fins al punt de generar un nou agent actiu que va alternant les funcions de l'emissor i el receptor: l'EMIREC.
Aquest model buscar potenciar el desenvolupament de totes les persones com a comunicadors actius i que l'emissió sigui de missatges propis i no de simples reproduccions. En el camp de l'educomunicació, a través d'aquesta teoria, es pretén donar autonomia crítica a l'alumnat i impulsar l'aprenentatge dels diferents canals i llenguatges de comunicació. També es busca que l'alumnat sigui capaç de fer una anàlisi crítica dels canals, expressar-se mitjançant-los i buscar noves vies o propostes per usar-los. Per tant, com a model educatiu intenta imitar la relació comunicativa real on els rols s'intercanvien de manera dinàmica i les interacciones entre receptors i emissors són contínues.  
Perquè la comunicació s'aconsegueixi els EMIREC s'han de sintonitzar. És a dir, no només han d'utilitzar el mateix codi sinó que també han de tenir un camp comú d'experiències que els permeti compartir missatges. Per tant, en aquest model de comunicació horitzontal, el receptor deixa de ser un espectador o un reproductor per convertir-se en un productor i emissor de missatges.
En conclusió, en aquest model de comunicació horitzontal, el receptor deixa de ser un espectador o un reproductor per convertir-se en un productor i emissor de missatges. Com a model educatiu intenta imitar la relació comunicativa real on els rols s'intercanvien de manera dinàmica i les interacciones entre receptors i emissors són contínues.  
El model EMIREC i la conceptualització proposades per Cloutier ens expliquen perquè l'arribada de la web 2.0 (com a potent eina de difusió i col·laboració) ha suposat una revolució en la nostra manera de manipular la informació, construir nou coneixement i relacionar-nos amb els altres. El terme s'ha utilitzat i promogut posteriorment en l'àmbit de l'educomunicació i les teories de la comunicació. Personalitats com Mario Kaplún o Roberto Aparici l'han utilitzat per construir els seus models comunicatius.

### Història de la comunicació
En Petit traité de communication Cloutier situa l'EMIREC en la cronologia de la història de la comunicació. Destacar que la teoria comunicativa de Cloutier s'estructura al voltant de sis episodis successius que s'addicionen uns als altres, és a dir, l'aparició d'un nou model comunicatiu no implica la supressió dels anteriors. Els episodis són els següents:

#### Comunicació interpersonal
Realitzada a través de gestos i paraules, només utilitza l'ésser humà com a mitjà de comunicació. El subjecte és a la vegada emissor i receptor de missatge i el missatge pot ser comunicat a distància, però requerirà un missatger humà que es desplaci.

#### Comunicació d'elit
El missatge es codifica mitjançant un conjunt de signes que no inclouen ni la paraula ni el gest. La unitat del missatge està fragmentada i, per tant, les codificacions són auditives, visuals o escrites. Algunes formes rudimentàries d'aquests tipus de sistemes semiòtics són les senyals de fum (de codificació visual), el so dels tam-tam indis (de codificació auditiva) o els manuscrits medievals (de codificació escrita). La forma més elaborada d'aquest tipus de comunicació és l'escriptura, l'única que encara utilitzem avui el dia. En tots els casos hi ha un o pocs emissors del missatge i un o varis receptors.

#### Comunicació de masses
Aquest model es basa en el principi de l'amplificació, segons el qual uns pocs difusors especialitzats transmeten una informació única a múltiples receptors passius. La impremta, a mitjans del segle xv es constitueix com la primera forma d'amplificació tecnològica que permet la difusió de llibres (medi escrit) i de premsa escrita (medi scriptovisual). Al segle xx, la ràdio i la televisió es converteixen en els mitjans de comunicació de masses per excel·lència i la unitat del missatge es recupera perquè es fa possible representar de manera simultània components auditius, visuals i escrits.

#### Comunicació individual
En aquesta etapa, l'individu s'apropia de les eines tecnològiques (fotografia, reprografia, vídeo, informàtica, etc.) i pot emetre ell mateix i rebre missatges escrits, audiovisuals, visuals, auditius o scriptovisuals. Gràcies a aquesta nova forma de comunicació, serà possible gravar un missatge amb la nostra veu en una cinta de casset i enviar-lo per correu postal a un conegut de resideixi en un altre país. L'impacte serà força limitat perquè la majoria de missatges es transmetran d'una persona a una altra i encara no existirà la possibilitat de difusió a gran escala que més tard proporcionarà Internet.

#### Comunicació comunitària
En aquest episodi s'afegeix la interconnexió a través de les xarxes personals. Però aquest tipus de comunicació només serà possible per aquells individus que tenen accés al subjecte en el seu context físic (no virtual). Aquest model comunicatiu té un impacte major però encara és limitat perquè el missatge només es pot difondre en el cercle més pròxim de l'emissor.

#### Comunicació universal
Finalment, gràcies a la digitalització dels diferents llenguatges comunicatius (escrit, auditiu i visual) i l'aparició d'Internet, l'individu pot emetre missatges multimèdia l'audiència potencial dels quals es pot trobar en qualsevol lloc del planeta. Cada individu concret, amb les eines i coneixement adequats, es pot convertir en l'equivalent d'un mitjà de comunicació de masses.